# Prairiemeeuw
De prairiemeeuw (Larus californicus) is een vogel uit de familie Laridae.

## Verspreiding en leefgebied
Deze soort komt voor in Canada, Mexico en de Verenigde Staten.